# Волк, Владимир Иванович
Владимир Иванович Волк (1915—1991) — слесарь-инструментальщик НПО «Исток», Герой Социалистического Труда (1966).

## Биография
Родился 24 июля 1915 года в Санкт-Петербурге.
После окончания в 1933 году фабрично-заводского училища несколько лет работал на заводе. В 1936—1938 годах состоял курсантом в танковой школе. С 1938 года Владимир Иванович работал слесарем-инструментальщиком на заводе «Радиолампа», был передовиком производства, стахановцем.
В 1941 году завод был эвакуирован в Ташкент, где Владимир Иванович продолжил работу. В 1944 году он опытным слесарем приехал во Фрязино и устроился на работу в цех 3 опытного завода при НИИ-160 (Научно-производственное объединение «Исток»). Более 40 лет жизни отдал он родному коллективу, стал в нём специалистом высочайшей квалификации.
Умер 21 декабря 1991 года.

## Награды
- медаль «Серп и Молот» (29.07.1966).
- орден Ленина (29.07.1966)
- медаль «За трудовое отличие» (20.04.1956)
- Почётный гражданин города Фрязино.

## Память
- На доме, где жил Герой (г. Фрязино, Школьная ул., д. 6), установлена памятная доска[2].